# Lilla Rehbinder

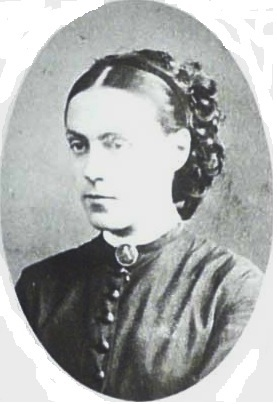
Gräfin Juliane von Rehbinder

Lilla Rehbinder (* 5. Oktober 1847 in Reval; † 30. Oktober 1918 in Altenburg) war eine Erzieherin, die im 19. Jahrhundert ein stark frequentiertes Mädchenpensionat in Karlsruhe führte.

## Leben
Gräfin Juliana Gabriele Henriette Amalia von Rehbinder, Tochter von Nicolai Rehbinder, wuchs in der baltischen Stadt Hapsal auf. Sie wurde im Stift Finn erzogen, in dem Wert darauf gelegt wurde, dass die Zöglinge keinen Standesdünkel entwickelten. Auch ihrer familiären Situation wegen war Lilla Rehbinder wohl schon früh den üblichen Standeskonventionen entfremdet worden. Einst eine der reichsten Familien des estländischen Adels, waren die Grafen Rehbinder durch Lilla Rehbinders Großvater verarmt. Ihre Mutter war deswegen erwerbstätig, was für ihre Zeit und ihre Kreise höchst ungewöhnlich war.
Lilla Rehbinder wurde 1872 Vorsteherin einer von ihr gegründeten Schule in Mitau. Die badische Großherzogin Luise, Tochter des Kaisers Wilhelm I., berief sie 1874 aus Mitau ab, als sie für ein Pensionat in Mannheim, das unter ihrer Schirmherrschaft stand, eine Leiterin suchte. Die Wahl fiel vermutlich aufgrund der Empfehlung von Minna von Ungern-Sternberg, ihrer früheren Priorin im Stift Finn, auf die Gräfin Rehbinder. Ab 1876 leitete Lilla Rehbinder ein Mädchenpensionat in Karlsruhe. Die Zöglinge stammten aus unterschiedlichen Schichten und gehörten unterschiedlichen Religionen an. Um Standesunterschiede nicht in der Kleidung deutlich werden zu lassen, trugen die „Rebhühner“ genannten Mädchen im Sommer einheitlich rosafarbene, im Winter hellblaue Kleider als Uniform. Zeitzeuginnen wie Monika Hunnius oder Lita zu Putlitz berichteten später, Lilla Rehbinder sei geliebt und verehrt worden.
1881 heiratete sie den Pfarrer Gustav Schlosser, mit dem sie die Tochter Julie bekam, die später eine Biographie ihrer Mutter schrieb. Nach der Hochzeit gab sie das Pensionat in Karlsruhe auf und zog nach Frankfurt am Main. Nachdem Gustav Schlosser gestorben war und ihre Tochter Lehrerin an der Höheren Töchterschule von Frl. Seeberg und Cachin geworden war, zog sie mit ihr nach Altenburg in Thüringen, wo sie im Jahr 1918 starb.